# Odontocera javieri
Odontocera javieri là một loài bọ cánh cứng trong họ Cerambycidae.